# لويس ويليمز
لويس ويليمز هو طبيب بلجيكي، ولد في 25 أبريل 1822، وتوفي في 21 يناير 1907.